# Avenida Gobernador del Campo
La Avenida Gobernador del Campo es una avenida de la ciudad de San Miguel de Tucumán, Tucumán, Argentina. Se extiende desde la intersección de las avenidas Sarmiento y Avellaneda hasta la Ruta Nacional A016 que la conecta con el Aeropuerto Benjamín Matienzo.

## Historia
La avenida fue creada como extensión de la avenida Sarmiento al este y como límite norte del Parque 9 de julio, siendo ensanchada durante el gobierno de facto de Antonio Domingo Bussi en 1977. La avenida lleva el nombre de José María del Campo, un sacerdote y político unitario tucumano quien fue gobernador provincial entre 1853-1856 y 1861-1864. En 1977 se instaló el monumento al general Julio Argentino Roca en la intersección de la misma con avenida Soldati, ya que anteriormente se ubicaba entre avenidas Benjamín Araoz y Soldati.
En 2014 se construyó pavimento de hormigón de la avenida en su tramo sur. En 2018 se creó un paseo peatonal en la platabanda de la arteria vehicular, entre avenida Coronel Suárez y calle Alfredo Palacios. Los trabajos incluyeron la construcción de caminería, pista de salud y canteros y la instalación de nuevas luminarias led, mobiliario urbano y cartelería vial.

## Sitios de Interés
A lo largo de esta avenida se desarrollan varios lugares de interés y emblemáticos:
- Monumento al Gral. Roca
- Parque 9 de Julio
- Estadio La Caldera del Parque
- Tucumán Lawn Tennis Club
- Supermercado Vea